# المؤسسة الاقتصادية اليمنية
تأسست المؤسسة الاقتصادية اليمنية (العسكرية سابقاً) في العام 1973 وكان الهدف من إنشائها توفير احتياجات ومستلزمات القوات المسلحة والأمن كما أنشئت المؤسسة الاستهلاكية عام 1975 م لتوفير احتياجات ومستلزمات أسر أفراد القوات المسلحة والأمن العام. وفي عام 1979 م اندمجت المؤسستان وتوحدت الأهداف وتوسعت في كيان واحد لتشمل توفير احتياجات ومتطلبات المواطنين أيضا وفي عام 1993 م تغير اسم المؤسسة إلى المؤسسة الاقتصادية اليمنية بحضور واسع في كافة المجالات التجارية والاقتصادية المحلية.

## الأهداف
1. المساهمة في توفير احتياجات المواطنين من المواد الغذائية والسلع المختلفة الأخرى وبيعها لهم عن طريق فروع ومراكز البيع التابعة للمؤسسة في جميع أنحاء الجمهورية وبالأسعار والشروط التي تضعها إدارة المؤسسة وفق التوجيه العام للدولة.
2. توفير الاحتياجات التي تطلبها القوات المسلحة والأمن ومنتسبيها من المواد والمستلزمات وفق المواصفات والخطط المحددة من انسب المصادر المحلية والخارجية ويتم ذلك وفق عقود سنوية بين المؤسسة والجهات المعنية في القوات المسلحة والأمن.
3. القيام بأي صناعات تخدم عملية التنمية الاقتصادية سواء متفردة أو مع الغير مع التركيز على الصناعات التي تعتمد بالدرجة الأولى على الموارد المحلية.
4. المساهمة في عملية التسويق الزراعي والحيواني وكذا المشاركة مع رأس المال الوطني والأجنبي في أية استثمارات وفق التوجيه الاقتصادي العام للدولة.
5. التعاون مع الجهات الحكومية المختصة في الإشراف على استلام المعونات من السلع والمواد التموينية وغيرها الواردة إلى الجمهورية وتوزيعها بواسطة فروعها ومكاتبها التابعة وفق المخطط المرسوم لذلك. تنفيذ السياسة العامة للدولة في مجال نشاطها وتعليمات الجهات المختصة فيما يخص الأوضاع التموينية العامة والمساهمة في وضع الخطط والبرامج المستقبلية الخاصة بتوفير السلع الأساسية بما يكفل سد احتياجات المواطنين وعدم نشؤ اختناقات أو احتكار لهذه المواد.
6. مساعدة الدولة في التخزين الاستراتجي المقترح لمواجهة الطوارئ وخلافاتها.
7. القيام بأي مهام تكلف بها من قبل الدولة.

## وصلات خارجية
- الموقع الرسمي